# PHP-Fusion
PHPFusion — система управления содержимым, созданная Ником Джонсом с использованием языка PHP и базы данных MySQL. PHPFusion поддерживает около десятка языков, помимо английского. Есть официальная поддержка форумов в России, на Украине, в Италии, Венгрии, Дании, а также поддержка клуба.
До версии 6 PHPFusion распространялся в соответствии с GNU General Public License версии 2, версии 7-9 лицензированы в соответствии с Affero General Public License 3.0.
Основатель PHPFusion Ник Джонс умер 4 января 2011 года в возрасте 38 лет.

## Описание
PHPFusion 9 имеет стандартный пакет плагинов:
- Новости
- Блог
- Форум
- ЧаВо
- Загрузки
- Web-ссылки
- Галерея
- Статьи
- Мини-чат
- Личные сообщения
- Темы
- Собственные страницы

PHPFusion предоставляет пользователям возможность расширить стандартный пакет с помощью плагинов. Загрузка, установка, управление этими плагинами производится очень легко. Некоторые плагины проходят аттестацию и могут быть найдены на официальном сайте. Кроме плагинов существуют модификации которые подразумевают изменение исходного кода системы.
11 апреля 2024 года выпущена первая альфа-версия обновления 9.20.00 в котором планируется добавить:
- 3FA (ПИН-код и код аутентификатора)
- Вход с помощью учётной записи Google
- Новый журнал ошибок
- Расширенную обработку иконок
- Новую тему Luna вместо Magazine
- Новые шаблоны писем электронной почты